# Brownsboro, Texas
Brownsboro là một thành phố thuộc quận Henderson, tiểu bang Texas, Hoa Kỳ. Năm 2010, dân số của xã này là 1039 người.

## Dân số
- Dân số năm 2000: 796 người.
- Dân số năm 2010: 1039 người.